# Pálmaszarka
A pálmaszarka (Ptilostomus afer) a madarak osztályának verébalakúak (Passeriformes) rendjébe és a varjúfélék (Corvidae) családjába tartozó Ptilostomus nem egyetlen faja.

## Rendszerezése
A fajt Carl von Linné svéd természettudós írta le 1766-ban, a Corvus nembe Corvus afer néven.

## Előfordulása
Afrikában, a Szahara alatti részen, Benin, Bissau-Guinea, Burkina Faso, Csád, Dél-Szudán, Elefántcsontpart, Etiópia, Gambia, Ghána, Guinea, Kamerun, Kenya, a Kongói Demokratikus Köztársaság, a Közép-afrikai Köztársaság, Libéria, Mali, Mauritánia, Niger, Nigéria, Szenegál, Sierra Leone, Szudán, Tanzánia, Togo és Uganda területén honos. 
Természetes élőhelyei a szubtrópusi vagy trópusi szavannák és gyepek, valamint legelők, szántóföldek, vidéki kertek és városi régiók. Állandó, nem vonuló faj.

## Megjelenése
Testhossza 42 centiméter, testtömege 121-130 gramm.
|  |

## Természetvédelmi helyzete
Az elterjedési területe rendkívül nagy, egyedszáma pedig stabil. A Természetvédelmi Világszövetség Vörös listáján nem fenyegetett fajként szerepel.